# Etheostoma pottsi
Etheostoma pottsi é uma espécie de peixe da família Percidae.
É endémica do México.